# Litavico
Litavico (en latín, Litaviccus, h. 50 a. C.) era un miembro de la tribu gala de los heduos. Tuvo un papel importante en el sitio de Gergovia. Aunque los heduos habían apoyado a Julio César en su lucha contra Vercingétorix, ellos se apartaron de los romanos y se unieron a Vercingétorix.
Según César en sus Comentarios a la guerra de las Galias, los heduos habían sido movidos a esta traición por Convictolitave, el líder de los heduos. Durante el asedio de Gergovia Litavico recibió el mando de 10 000 hombres que fueron enviados para ayudar a César. Durante la marcha, sin embargo, Litavico pronunció una arenga a sus soldados en la que dijo que los romanos habían asesinado a los nobles de los heduos, y que habían planeado lo mismo para el resto de la tribu. Esto convenció a los soldados para abandonar a los romanos y en lugar de ello unirse a Vercingétorix.
Aunque el ejército de Litavico era muy pequeño en comparación con las legiones de César, éste a pesar de ello se vio obligado a quitar parte de sus soldados de Gergovia para enfrentarse a Litavico.
La rebelión de Litavico no duró mucho; cuando César presentó a los nobles supuestamente asesinados de los heduos, los soldados se dieron cuenta de que les habían engañado y se rindieron, después de lo cual Litavico escapó y huyó a Gergovia.